# Mulgaschlange
Die Mulgaschlange (Pseudechis australis), im Englischen auch King Brown (Königsbraunschlange) genannt, ist eine Schlange aus der Familie der Giftnattern (Elapidae). Ihr englischer Name führt häufig zu Missverständnissen, da die Mulgaschlange keine Braunschlange, sondern eine Schwarzotter und unter anderem mit der Rotbäuchigen Schwarzotter (P. porphyriacus) verwandt ist.

## Merkmale
Die Mulgaschlange wird 1,8 bis 2,0, in Ausnahmefällen auch 2,7 Meter lang. Ihre Körperfarbe ist oberseits einfarbig gelb- bis rotbraun, die Unterseite ist cremefarben und kann orange gepunktet sein. Kopf und Rumpf sind nicht deutlich voneinander abgesetzt. Die Augen sind groß und haben eine runde Pupille. Die Schuppen sind ungekielt und stehen in 17 Reihen. Sie hat sechs Oberlippenschilde, 185 bis 225 Bauchschilde und 50 bis 75 Schwanzschilde.

## Verbreitung und Lebensraum

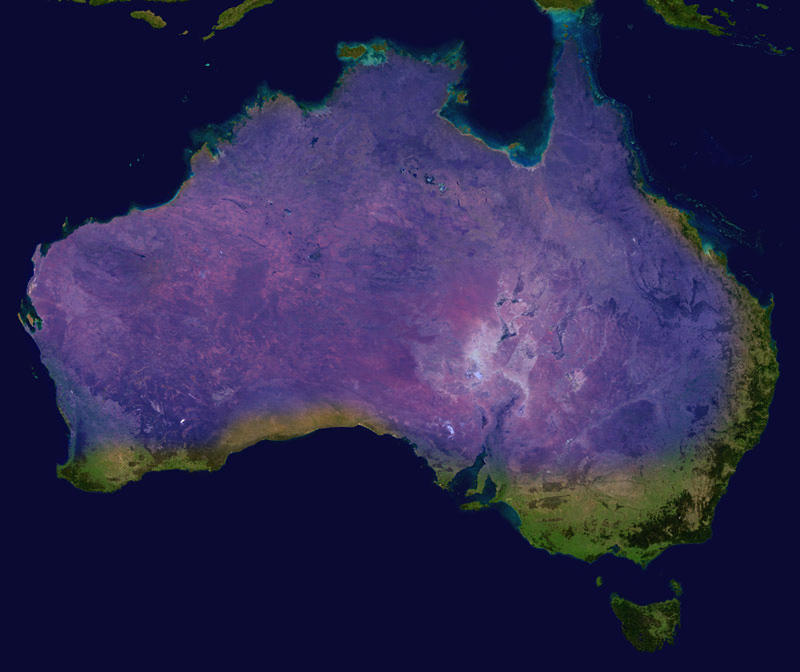
Verbreitungsgebiet der Mulgaschlange

Sie ist mit Ausnahme der östlichen Küstenregionen sowie Tasmanien in ganz Australien und auf der Melville-Insel verbreitet. Sie lebt vor allem in trockenen Gegenden.

## Lebensweise
Mulgaschlangen sind tag- und nachtaktiv, bei warmem Wetter nur nachtaktiv. Sie ernähren sich von kleinen Säugetieren, Vögeln, Echsen und anderen Schlangen, auch von Artgenossen. Von Mai bis Juli ist die Paarungszeit der Schlange. Nach etwa 45 Tagen werden die Eier gelegt, die Jungtiere schlüpfen, bei einer Bruttemperatur von 26 bis 30 °C, nach etwa 60 Tagen.

## Mulgaschlangen und Menschen
Bei Begegnungen mit Menschen flüchtet die Mulgaschlange für gewöhnlich, wehrt sich jedoch, wenn sie in die Enge getrieben wird. Die Mulgaschlange zeigt ein charakteristisches Abwehrverhalten: der Vorderkörper wird bei Bedrohung aufgerichtet, das Maul aufgerissen und der Nacken leicht gespreizt. In dieser Position wird die Bedrohung fixiert. Wirkt das Abwehrverhalten nicht, erfolgen mehrere schnelle Bisse, wobei durch unterstützende Kaubewegungen nach einem Biss größere Mengen an Gift abgegeben werden. Das Gift der Mulgaschlange wirkt antikoagulierend und neurotoxisch. Die Mulgaschlange injiziert von allen Giftschlangen Australiens die größte Giftmenge pro Biss.